# Bastilla

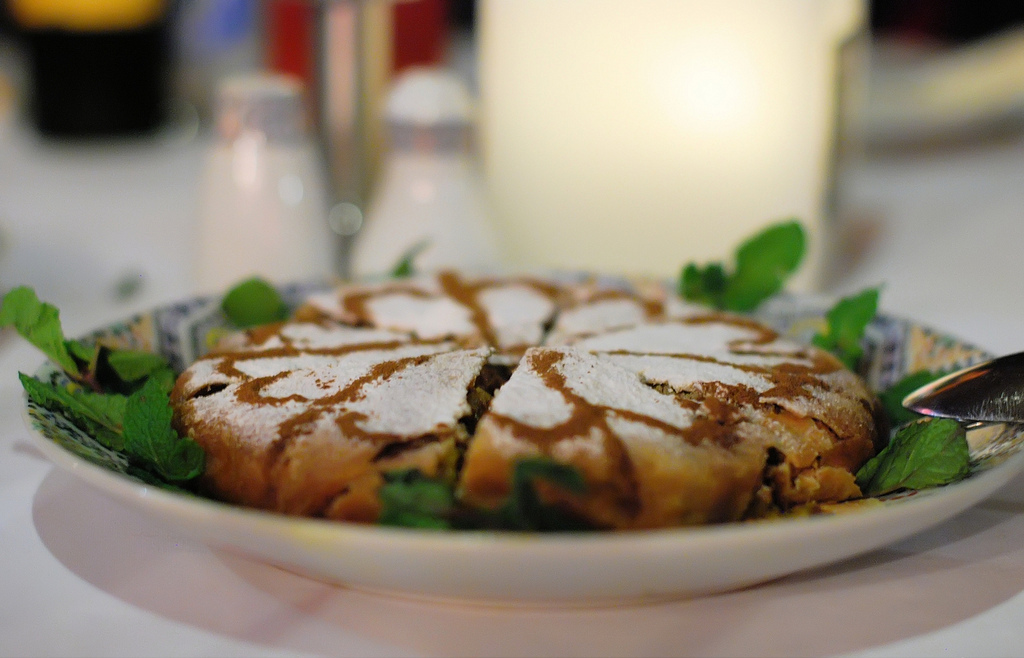
Kipbastilla

Bastilla (ook bestilla, pastilla en pastila) is een Marokkaanse hartige gevulde pastei, die wordt gemaakt van warqadeeg en verschillende vullingen kan hebben.
De benaming bastilla is een verbastering van het Spaanse woord 'pastilla', wat weer afgeleid is van het Latijnse woord 'pastillum'. Tegenwoordig vormt bastilla een vast onderdeel van de Marokkaanse keuken, en wordt het gezien als een kenmerkend gerecht in de keuken van Fez. De stad Tetouan kent een eigen hartige variant, gebaseerd op duif of kip, zoutig van smaak en met citroensap besprenkeld.

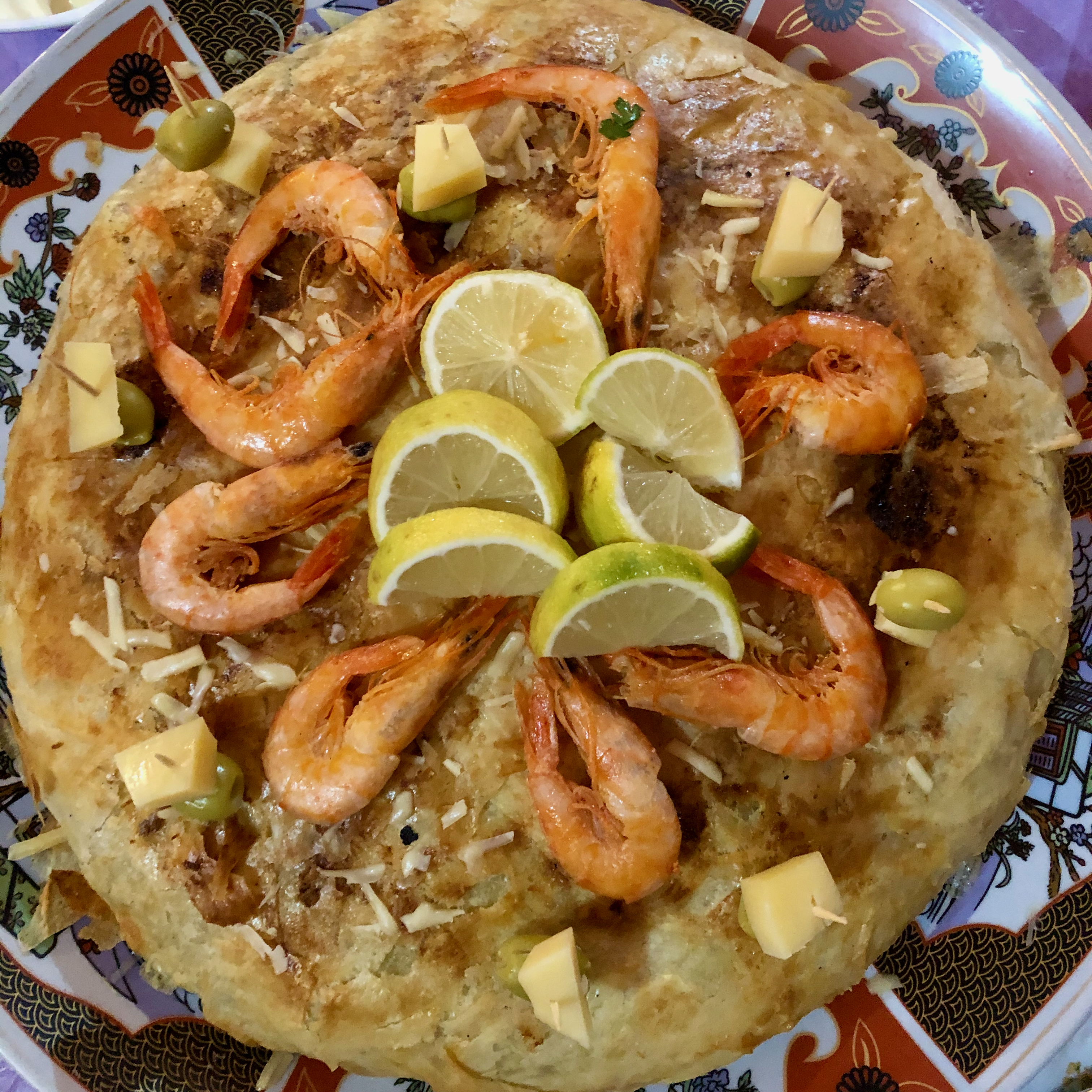
Visbestilla

De buitenkant van de bastilla is omgeven door een dun deeglaagje, dat ook wel 'warqa' wordt genoemd. De benaming 'warqa' betekent 'blad' in het Arabisch, en verwijst naar het dunne deeglaagje. Warqadeeg is een deegsoort die nog fijner is dan filodeeg en bijna transparant is. Door de fijne structuur van het deeg, is een correcte bereiding van bastilla moeilijk te realiseren.
Bastilla wordt gevuld met allerlei verschillende vleessoorten of combinaties hiervan. De meest voorkomende vullingen zijn die van duif of kip met amandelen, en die met vis en zeevruchten. De bastilla wordt na het vullen afgebakken in de oven. Nadat de bastilla gebakken is, wordt deze besprenkeld met suikerpoeder en kaneel.
Bastilla is een feestelijk gerecht en wordt daarom vaak geserveerd voor gasten en op feestelijke gelegenheden, zoals bruiloften en geboortefeesten.